# جيلسون
جيلسون (بالألمانية: Jailson Severiano Alves) هو لاعب كرة قدم برازيلي ونمساوي في مركز الهجوم، ولد في 11 أكتوبر 1984 في دوق دي كاكسياس في البرازيل. لعب مع نادي إيرابواتو.

## وصلات خارجية
- جيلسون على موقع قاعدة بيانات كرة القدم.إي يو (الإنجليزية)
- جيلسون على موقع عالم كرة القدم.نت (الإنجليزية)